# Aubigny (Allier)
 Aubigny  es una población y comuna francesa, en la región de Auvernia, departamento de Allier, en el distrito de Moulins y cantón de Moulins-Ouest.

## Demografía
| 133 | 151 | 131 | 100 | 101 | 103 |
| Para los censos de 1962 a 1999 la población legal corresponde a la población sin duplicidades (Fuente: INSEE [Consultar]) |     |     |     |     |     |